# Chemiedidaktik

Im Chemieunterricht sollen Schüler dazu angeleitet werden, Stoffe, Stoffeigenschaften und Stoffumwandlungen zu entdecken, zu untersuchen und ihre Untersuchungsergebnisse auf neue Problemstellungen anzuwenden

Chemiedidaktik ist die Didaktik für die Chemie. Als Fachdidaktik stellt sie die Lehre dar, wie Chemieunterricht inhaltlich sowie methodisch-systematisch so erteilt werden kann, dass die Schüler möglichst motiviert und effektiv in das Grundwissen der Chemie eingeführt werden. Neben den Methoden des Unterrichtens im Fach Chemie werden daher auch Inhalte des Grundwissens der Chemie logisch verknüpft und motivierend und lernzielorientiert präsentiert (vgl. Artikel Didaktische Reduktion und Chemieunterricht in Schule und Berufsschule).
Chemiedidaktik wird einerseits während des Studiums an Universitäten bzw. Hochschulen, andererseits in der zweiten Phase der Lehrerausbildung (Referendariat) im Fachseminar an Lehrer- bzw. Studienseminaren vermittelt.
Der Friedrich-Stromeyer-Preis, der Heinrich-Roessler-Preis, Manfred-und-Wolfgang-Flad-Preis und der Heinz-Schmidkunz-Preis der Gesellschaft Deutscher Chemiker werden auf der jährlichen Tagung der Fachgruppe Chemieunterricht (FGCU) für die Chemiedidaktik verliehen. Mehr an Lehrkräfte richtet sich der Lehrerverband MNU, der Deutsche Verein zur Förderung des MINT-Unterrichts. In der Gesellschaft für Didaktik der Chemie und Physik sind verschiedene Fachdidaktikerinnen und Fachdidaktikern der Chemie und Physik tätig und sie ist auf die Forschung ausgerichtet.
Die „fachdidaktische Landkarte der Chemie“ gibt Auskunft über Standorte und Schwerpunkte der fachdidaktischen Forschung und Lehre in Deutschland und angrenzenden Gebieten.

## Themen der Chemiedidaktik

### Geschichte
Die Genese des Schulfaches Chemie ist eng mit der Entwicklung der Realschulen und Realgymnasien sowie der Landwirtschaftsschulen verknüpft. Rudolf Arendt (Didaktik und Methodik des Chemieunterrichts, 1895) aus Leipzig gilt als der Begründer der Chemiedidaktik. Er und der Hildesheimer Ferdinand Wilbrand haben das Verdienst, den Chemieunterricht in Schulen von der Stoffsystematik der Hochschulen befreit zu haben. Im späten 19. Jahrhundert entstanden drei Ansätze, die bis heute vorhanden sind:
- der stoffsystematische Ansatz: Die bekannten Stoffe und Stoffklassen werden nach dem Vorbild der universitären Lehre in fester Reihenfolge behandelt. (Baenitz)[3]
- der synthetische Ansatz: Vom Einfachen zum Komplexeren fortschreitend, wird die Chemische Reaktion als didaktische Leitlinie genutzt. (Arendt)
- der analytische Ansatz: In Themenkreisen werden kompliziertere Vorgänge in einfachere Faktoren zerlegt. (Wilbrand)[4]

Erste Ansätze einer naturwissenschaftlich-chemisch orientierten Fachdidaktik gehen u. a. auf die Pädagogen Martin Wagenschein und Georg Kerschensteiner (Wesen und Wert naturwissenschaftlichen Unterrichts, 1913) zurück. Im NS-Staat wurde überwiegend eine deskriptive Stoffchemie betrieben. Nach 1945 wurde der Wert des Experimentes erhöht und erstmals 1962 vom Schweizer Hans Rudolf Christen ein Struktur-Eigenschaftskonzept beschrieben. Erst etwa seit 1970 mit dem Ausbau der Hochschulen und der Naturwissenschaften sowie dem Aufkommen der Fachdidaktiken wurden chemiedidaktische Professuren eingerichtet.

### Schwerpunkte

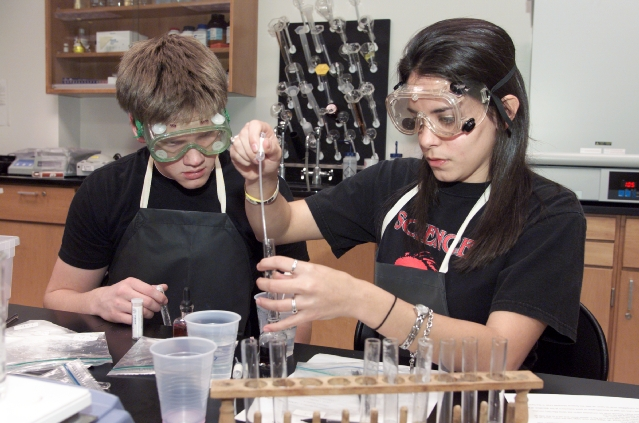
Entdeckendes Lernen – Experimentalunterricht im Fach Chemie

Als „Berufswissenschaft“ der Chemielehrkräfte weist die Chemiedidaktik nach Pfeifer, Häusler, Lutz u. a. folgende Schwerpunkte auf:
- Ziele und Inhalte des Chemieunterrichts (allgemein und bezogen auf die jeweils konkrete Schulform von der Grundschule und Sekundarstufe I und II bis hin zur Berufsschule oder der Universität)
- Umsetzung fachlicher Inhalte auf das jeweilige Niveau der Lernenden und die Kenntnis der hierfür notwendigen Bedingungen (didaktische Reduktion, Elementarisierung)
- Darbietung fachlicher Inhalte in verständlicher, zeitgemäßer und interessanter Aufbereitung (Methodik der Chemiedidaktik)
- Kenntnis der Vermittlungsformen und Planung, Durchführung und Auswertung des Chemieunterrichts für bestimmte Adressatengruppen (inkl. Überprüfung der Lernergebnisse, Lernerfolgskontrolle)
- Herstellung und Beachtung der Arbeitssicherheit und Unfallverhütungsvorschriften im Chemieunterricht (Experimente planen, durchführen und auswerten, sicherer Umgang mit Laborgeräten und Chemikalien/Gefahrstoffen im Klassenraum ebenso wie im Chemielabor)
- Wissenschaftliche Evaluation der Nationalen Bildungsstandards für den mittleren und höheren Schulabschluss

### Fachdidaktische Einzelaspekte und -inhalte

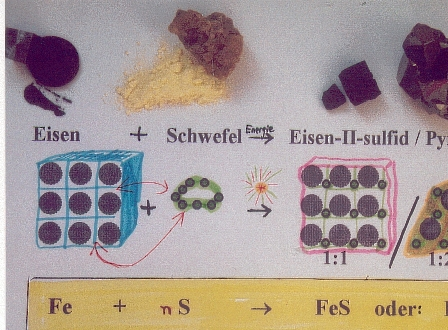
Fachdidaktische Herleitung der Formelsprache der Chemie, hier am Beispiel der Stoffumwandlung von Eisen und Schwefel zu Eisen(II)-sulfid

Aspekte und Inhalte der Chemiedidaktik sind dementsprechend:
- Die Geschichte des Chemieunterrichts
- Das Verhältnis von Lebenswirklichkeit und Fachwissenschaft zum Unterricht im Fach Chemie
- Die Fachsprache im Chemieunterricht (inkl. Benennung von Stoffgruppen und Erstellung von chemische Formeln und Reaktionsgleichungen)
- Sprachsensibler Chemieunterricht; Fachunterricht in Fremd- bzw. Zweitsprache[6][7]
- Erkenntniswege und -gewinnung unter Einbeziehung der Wissenschaftspropädeutik
- problemorientierte Verfahren (z. B. forschend-entwickelnder Unterricht)
- Konzeptionen, Kompetenzen und Lernziele im Chemieunterricht
- Logik, Artikulation, Induktion/Deduktion, empirisches Verfahren, Entdecken und Erschließen der Grundgesetze der Chemie z. B. durch Experimente/Schulversuche
- Prinzipien der Stoffauswahl und -anordnung (inkl. didaktischer Reduktion/Elementarisierung: Gesetze, Regeln, Erfahrungswerte)
- Unterrichtsverfahren, Planung, Durchführung und Analyse (inkl. Bewerten) des Unterrichts
- Makroskopische, submikroskopische und symbolische Ebene im Unterricht unterscheiden und berücksichtigen (vgl. Johnstone-Dreieck)
- Chemische Experimente im Unterricht und die dazugehörigen didaktischen Überlegungen, wie bspw. Anforderungen an ein Schulexperiment, die didaktische Funktion eines Experiments oder die Offenheit beim Experimentieren
- Motivation und Veranschaulichung durch Experimente (z. B. Schauversuche wie das Demonstrationsexperiment „Bellender Hund“)
- Computeranwendungen und weitere Medien im Chemieunterricht (z. B. Modelle, Arbeitstransparente, Chemielehrbuch)
- Einbindung von digitalen Medien im Chemieunterricht (SAMR-Modell)
- Schulstufen- und Schulart-Orientierung von Chemieunterricht
- Beispiele von Unterrichtsreihen für verschiedene Jahrgangsstufen und Schulformen
- Umgang mit chemiespezifischen Lernerfolgsüberprüfungen (z. B. Klausuren, Übungen, Tests) und Abschlussprüfungen (z. B. Abitur)
- geschlechtsspezifische Unterschiede in der Motivation für das Fach[8]
- typische chemische Präkonzepte von Lernenden (auch Lernendenvorstellungen, Fehlvorstellungen genannt) im Chemieunterricht[9]

## Standards und Kompetenzen im Fach Chemie
Das unerwartet schlechte Abschneiden deutscher Schülerinnen und Schüler in internationalen Schulvergleichsstudien (PISA und TIMSS) führte zu verschiedenen Konsequenzen für die Bildungspolitik. Im Jahr 2004 legte die KMK bundesweite Bildungsstandards fest. Der Chemielehrplan wird in ein Spiralcurriculum abgeändert, um kumulatives Lernen zu ermöglichen. Der Begriff „Kompetenz“ hält Einzug in das Bildungswesen. Neue Motivationsstrategien und Unterrichtskonzepte werden erforscht.
Kompetenzen sind nach Weinert „die bei Individuen verfügbaren oder durch sie erlernbaren kognitiven Fähigkeiten und Fertigkeiten, um bestimmte Probleme zu lösen, sowie die damit verbundenen motivationalen, volitionalen und sozialen Bereitschaften und Fähigkeiten, um die Problemlösungen in variablen Situationen erfolgreich und verantwortungsvoll nutzen zu können“. Bildungsstandards beschreiben fachliche Kompetenzen, die Schülerinnen und Schüler bis zu einem bestimmten Zeitpunkt ihrer Schullaufbahn erreicht haben sollen. Die KMK hat Bildungsstandards für das Fach Chemie für den mittleren Schulabschluss und die allgemeine Hochschulreife erarbeitet. Diese bilden die Grundlage für die Rahmenlehrpläne Chemie der einzelnen Bundesländer. Damit wird trotz föderaler Bildungspolitik ein Konsens über die übergeordneten Anforderungen an das Fach erreicht. Der Beitrag der Naturwissenschaften (Chemie) zur Bildung besteht darin, den Schülerinnen und Schülern eine naturwissenschaftliche Grundbildung zu vermitteln. Ziel der naturwissenschaftlichen Grundbildung (scientific literacy) ist es nicht, über exaktes Detailwissen zu verfügen, sondern durch das Verständnis grundlegender naturwissenschaftlicher Konzepte und Prozesse in Verbindung mit der Kenntnis von Methoden der Erkenntnisgewinnung eine Basis für lebenslanges Lernen zu erwerben.

### Kompetenzbereiche im Fach Chemie
Die Bildungsstandards im Fach Chemie formulieren vier Kompetenzbereiche mit entsprechenden Ausdifferenzierungen. Die vier Bereiche werden in zwei Dimensionen unterschieden: Der Kompetenzbereich Fachwissen ist der Inhaltsdimension (konzeptbezogene Kompetenzen) und die Kompetenzbereiche Erkenntnisgewinnung, Kommunikation und Bewertung sind der Handlungsdimension (prozessbezogene Kompetenzen) zuzuordnen.

#### Fachwissen (Sachkompetenz)
Kenntnis chemischer Phänomene, Begriffe und Gesetzmäßigkeiten und deren Zuordnung zu den Basiskonzepten. Als Basiskonzept wird die strukturierte Vernetzung von aufeinander bezogenen Begriffen, Theorien und Modellvorstellungen verstanden, die sich aus der Systematik eines Faches zur Beschreibung elementarer Prozesse und Phänomene historisch als relevant herausgebildet haben. Im Fach Chemie gibt es vier Basiskonzepte. Andere naturwissenschaftliche Fächer wie Biologie oder Physik haben ebenfalls Basiskonzepte.
1. Konzept vom Aufbau und Eigenschaften von Stoffen und Teilchen
2. Konzept der chemischen Reaktion
3. Energiekonzept

#### Erkenntnisgewinnung
Kompetenz, experimentelle und andere Untersuchungsmethoden und Modelle anwenden zu können. „Die Erkenntnisgewinnungskompetenz der Lernenden zeigt sich in der Kenntnis naturwissenschaftlicher Denk- und Arbeitsweisen und in der Fähigkeit, diese zu beschreiben, zu erklären und zu verknüpfen, um Erkenntnisprozesse nachvollziehen oder gestalten zu können und deren Möglichkeiten und Grenzen zu reflektieren.“
Der Erkenntnisgewinnung dienen Tätigkeiten wie: Beobachten, Vergleichen, Formulieren von Fragestellungen, Planen und Durchführen naturwissenschaftlicher Untersuchungen, Auswerten und Reflektieren, Arbeiten mit Modellen und Anwenden von Mathematik.

#### Kommunikation
Die Fähigkeit, Informationen sach- und fachbezogen zu erschließen und auszutauschen. „Die Kommunikationskompetenz der Lernenden zeigt sich in der Kenntnis von Fachsprache, fachtypischen Darstellungen und Argumentationsstrukturen und in der Fähigkeit, diese zu nutzen, um fachbezogene Informationen zu erschließen, adressaten- und situationsgerecht darzustellen und auszutauschen.“
Der Kommunikation dienen Aktivitäten wie: Informationen beschaffen, aufbereiten und austauschen, argumentieren und (Fach-)Sprache reflektieren.

#### Bewertung
Die Fähigkeit, chemische Sachverhalte in unterschiedlichen Kontexten zu erkennen und zu bewerten. Die Bewertungskompetenz der Lernenden zeigt sich in der Kenntnis von fachlichen und überfachlichen Perspektiven und Bewertungsverfahren und in der Fähigkeit, diese zu nutzen, um Aussagen bzw. Daten anhand verschiedener Kriterien zu bewerten, sich dazu eine begründete Meinung zu bilden, Entscheidungen auch auf ethischer Grundlage zu treffen und Entscheidungsprozesse und deren Folgen zu reflektieren.
Bewertung umfasst Tätigkeiten wie: Fakten und Informationen multiperspektivisch beurteilen, Handlungen und Entscheidungen reflektieren, kriteriengeleitet Meinungen bilden und Werte und Normen reflektieren.

### Kompetenzorientierung im Unterricht
Die Standards in den Rahmenlehrplänen sind eher allgemein gehalten und basieren auf den Bildungsstandards der KMK. Um konkrete Standards (Kompetenzziele, Lernziele) für eine bestimmte Unterrichtsstunde zu formulieren, müssen die Standards in den Rahmenlehrplänen auf die Lerngruppe und den konkreten Unterrichtsinhalt zugeschnitten werden. Mit der Konkretisierung der Bildungsstandards hin zum Standard im Rahmenlehrplan und dann zum Lernziel in einer Unterrichtsstunde sinkt das Abstraktionsniveau unter Hinzufügung der konkreten Fachinhalte.
In der Praxis wird die Kompetenzorientierung durch die Formulierung von Kompetenzzielen resp. Lernzielen umgesetzt. Lernziele sind sprachliche Formulierungen des gewünschten Lernergebnisses in Bezug auf einen bestimmten Inhalt. Bei Lernzielen wird zwischen dem Inhalts- und dem Verhaltensteil unterschieden. Um das erwünschte Verhalten bei den Schülerinnen und Schülern beobachten zu können (z. B. der Schüler beschreibt und erkennt die räumliche Struktur von Alkanen), muss der Verhaltensteil operationalisiert werden. Für das erwünschte Verhalten müssen konkrete Indikatoren gefunden werden, die das Verhalten möglichst eindeutig beschreiben (z. B. der Schüler beschreibt den räumlichen Aufbau von Alkanen, indem er mit Hilfe eines Molekülbaukastens Modelle der Moleküle Methan, Butan und Heptan baut). Zur Operationalisierung der gewünschten Verhaltensweisen werden u. a. Operatoren verwendet, um diese zu beschreiben und den Anforderungsbereichen zuzuordnen. Operatoren sind handlungsinitiierende Verben, die ausdrücken, welche Tätigkeiten von den Schülerinnen und Schülern bei der Bearbeitung der Aufgaben erwartet werden. Wird ein Lernziel auf diese Weise formuliert, wird es als operationalisiertes Lernziel bezeichnet. Dieses ähnelt in seiner Formulierung im Grunde den heute üblichen konkretisierten Standards für einen Unterricht. Für die Formulierung von Lernzielen gibt es keine einheitlichen Vorgaben, in der Regel hat jede Chemiedidaktik-Gruppe bzw. jedes Fachseminar im Vorbereitungsdienst eigene Vorgaben.
Meist wird auch zwischen Grob- und Feinlernzielen unterschieden. Groblernziele orientieren sich am Stundenthema und fassen sozusagen das Stundenziel zusammen. Feinlernziele hingegen konkretisieren das Groblernziel und orientieren sich an einem Lerngegenstand, einer Situation oder einem Verhalten.
Beispielhafte Lernziele für den Themenbereich Atombau sind:
- Die Schüler erweitern ihre Erkenntnisse, indem sie die historischen Entwicklungsschritte der Atommodelle (nach Dalton, Rutherford, Bohr) beschreiben können und vergleichen inwiefern diese heute noch gültig sind.
- Die Schüler verbessern ihr Fachwissen über die Atome, indem sie die Besetzungsregeln der Elektronen im Orbitalmodell an Beispielen anwenden können.

Für den Erwerb und die Förderung der Bewertungskompetenz im Chemieunterricht bzw. im naturwissenschaftlichen Unterricht allgemein wurde ein einheitliches Strukturierungsmodell für Bewertungsprozesse im Biologie-, Chemie- und Physikunterricht vorgeschlagen, das sogenannte WAAGER-Modell. Das Modell bietet einen Orientierungsrahmen für Bewertungsprozesse im naturwissenschaftlichen Unterricht allgemein und ermöglicht die Förderung aller Bewertungskompetenzen der Bildungsstandards der drei Fächer, trotz deutlicher Unterschiede zwischen den Fächern. Das WAAGER-Modell gliedert Bewertungsprozesse in die folgenden wesentlichen Teilschritte: Wahrnehmen, Analysieren, Argumentieren, Gewichten, Entscheiden und Reflektieren. Diese Strukturierungshilfe für Bewertungsprozesse führt die Lernenden durch die bewusste Navigation der einzelnen Schritte eines Bewertungsprozesses und schließt mit einer Reflexion ab.

## Digitale Tools für den Chemieunterricht
- Chemix (für Erstellung experimentelle Aufbauten)
- PhET Simulationen (interaktive Chemie-Simulationen)
- Merck PSE (interaktives PSE)
- Ptable (interaktives PSE)
- DeGINTU (zur Erstellung von Gefährdungsbeurteilungen u. ä.)
- D-GISS (Deutsche Gefahrstoff-Informations-System Schule)

### Lehrbücher und Monographien
- Johann Norrenberg: Geschichte des naturwissenschaftlichen Unterrichts an den höheren Schulen Deutschlands, Leipzig [u.a], Teubner, 1904
- Siegfried Nöding, Fritz Flohr: Methodik, Didaktik und Praxis des Chemieunterrichts, Quelle & Meyer, Heidelberg 1979, ISBN 3-494-00936-8
- Irene Strube, R. Stolz, H. Remane: Geschichte der Chemie: Ein Überblick von den Anfängen bis zur Gegenwart, 2. Auflage, Deutscher Verlag der Wissenschaften, Berlin 1988 (Hinweise zum Chemieunterricht der Schulen)
- Norbert Just: Geschichte und Wissenschaftsstruktur der Chemiedidaktik: Interaktion zwischen allgemeiner Didaktik und Fachdidaktik – dargestellt an der historischen Entwicklung der Fachdidaktik Chemie in der zweiten Hälfte des 19. Jahrhunderts. Dissertation Duisburg (1988), Essen 1989
- Norbert Just, H.-J. Schmidt (Hrsg.): Grundlinien deutscher Chemiedidaktik. Beiträge zum ersten gesamtdeutschen Sommersymposium (Naturwissenschaften und Unterricht – Didaktik im Gespräch), Westarp, Essen 1992
- H.-J. Becker et al.: Fachdidaktik Chemie, 2. Auflage, Aulis-Verlag, 1992, ISBN 3-7614-1409-9
- Trendberichte zur Chemiedidaktik. In: Nachrichten aus der Chemie, Wiley, 2004–2010, jeweils Heft 3
- Heinz Schmidkunz: Die chemiedidaktische Forschung in Deutschland. Ein Überblick. In: H. Bayrhuber u. a. (Hrsg.): Lehr- und Lernforschung in den Fachdidaktiken. Studien-Verlag, Innsbruck 2001, S. 47–54
- Katrin Sommer, Judith Wambach-Laicher, Peter Pfeifer: Konkrete Fachdidaktik Chemie, Friedrich-Verlag 2018, ISBN 978-3-7614-2969-3
- Sabine Streller, Claus Bolte, Dennis Dietz, Ruggero Noto La Diega: Chemiedidaktik an Fallbeispielen: Anregungen für die Unterrichtspraxis. Springer Spektrum, Heidelberg 2019, ISBN 978-3-662-58645-7, doi:10.1007/978-3-662-58645-7 (springer.com [abgerufen am 28. April 2023]).
- Michael Wächter: Chemiegeschichte(n) im Unterricht – Historische Entdeckungen und Erkenntnisse als fachdidaktische Hilfen für den Chemieunterricht, ein Impuls zur Fachdidaktik, epubli; ISBN 9783754913826 und als Gratis-Download beim Bildungsserver mundo frei zugänglich über: https://mundo.schule/details/SODIX-0001008881

### Fachdidaktische Zeitschriften
- Chemkon (auch: Chemie konkret)
- Chemie in unserer Zeit (ChiuZ)
- Chemistry Education Research and Practice (Chem. Educ. Res. Pract.)
- Chemistry Teacher International (cti)
- Journal of Chemical Education (J. Chem. Educ.)
- Nachrichten aus der Chemie (NadC)
- Naturwissenschaften im Unterricht – Chemie (NiU-Chemie, auch: UC)
- Praxis der Naturwissenschaften – Chemie in der Schule (eingestellt)
- World Journal of Chemical Education (World J. Chem. Educ.)
- Zeitschrift für Didaktik der Naturwissenschaften (ZfDN)

### Fachgesellschaften
Deutschland:
- Fachgruppe Chemieunterricht der Gesellschaft Deutscher Chemiker (FGCU) – eigene Jahrestagung
- Gesellschaft für Didaktik der Chemie und Physik (GDCP) – Mitglieder sind mehrheitlich an Fachdidaktiklehrstühlen tätig (mit Tendenz zur Universitätslaufbahn)
- Deutscher Verein zur Förderung des mathematischen und naturwissenschaftlichen Unterrichts (MNU) – Mitglieder sind mehrheitlich im Schuldienst tätig

Österreich:
- Verband der Chemielehrer Österreichs (VCÖ)
- Verein zur Förderung des physikalischen und chemischen Unterrichts (VFPC) – Fortbildungswoche seit 1946

International:
- American Chemical Society Division of Chemical Education (ACS DivCHED)
- American Association of Chemistry Teachers (AACT)